# 요한 그뢰툼스브로텐

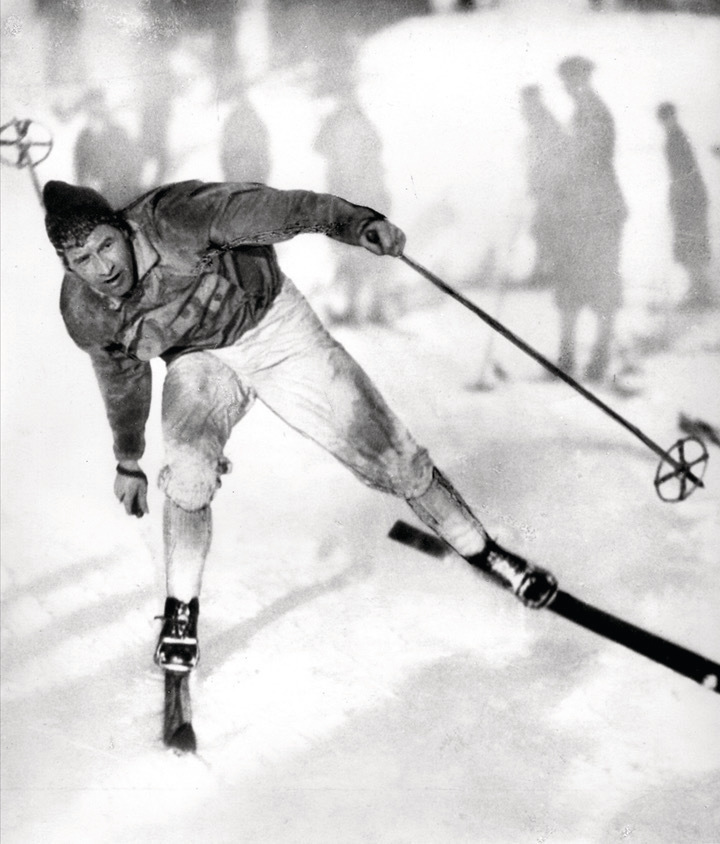
1931년 세계 선수권 대회에 참가한 그뢰툼스브로텐

요한 하그바트 페데르센 그뢰툼스브로텐(Johan Hagbart Pedersen Grøttumsbraaten, 1889년 2월 24일~1983년 1월 24일)은 노르딕 복합과 크로스컨트리에서 활동한 노르웨이의 스키 선수이다.
1920년대와 1930년대 초반 두 종목을 석권하면서 초기 동계 올림픽에서 여러 메달을 획득했다. 특히 1928년 동계 올림픽에서 금메달 2개를 획득하며 장크트모리츠에서 두 개의 금메달을 획득한 두 명의 선수 중 한 명으로 핀란드의 클라스 툰베리와 함께 가장 성공적인 선수로 기록되었다. 그는 1924년 샤모니에서 개최된 제1회 동계 올림픽에서 3개의 메달(은메달 1개, 동메달 2개)을 획득했으며, 1932년 동계 올림픽에서는 노르딕 복합 스키에서 올림픽 타이틀 방어에 성공했다.
또한 세계 노르딕 스키 선수권 대회에서 세 개의 금메달을 획득했다. 1926년 노르딕 복합에서 우승한 데 이어 1931년에는 크로스컨트리 18km와 노르딕 복합에서 모두 우승했다.